# لیختن وورد
لیختن وورد (به هلندی: Lichtenvoorde) یک منطقهٔ مسکونی در هلند است که در اوست خلره واقع شده‌است. لیختن وورد ۱۲٬۹۱۹ نفر جمعیت دارد.